# Bernhard Schlink
Bernhard Schlink (Großdornberg/Bielefeld, 1944. július 6.) kortárs német jogtudós és író.

## Élete
Édesapja, Edmund Schlink teológiaprofesszor volt Heidelbergben, ezért gyermekkorát és ifjúkori éveit ebben a híres német egyetemi városban töltötte. Jogot tanult a Ruprecht Karls Egyetemen Heidelbergben és a Berlini Szabadegyetemen.
1982 és 1991 között professzorként Bonnban tanított, majd egy évet Frankfurt am Mainben. 1992 és 2009 között a berlini Humboldt Egyetemen volt tanszékvezető.
1987-től aktív bíróként is dolgozott a vesztfáliai Münsterben, majd 2006-ban visszavonult. Ma felváltva New Yorkban és Berlinben él.
Első regényét 1987-ben írta az ügyvéd és író Walter Popp-pal közösen, a címe Selbs Justiz. Ezt a bűnügyi regényt még két olyan kötet követte, melynek mindegyikében egy Selb nevű férfi a főszereplő. A három könyv Selb-trilógia néven vált ismertté.
Legnagyobb sikerét az 1995-ben megjelent A felolvasó című regényével aratta, amelyet 39 nyelvre fordítottak le. Ez volt az első olyan német könyv, amely vezette a The New York Times bestseller-listáját. A regényből Stephen Daldry készített azonos címmel nagy sikerű filmet.

## Szépirodalmi művei
- 1987: Selbs Justiz (Walter Popp-pal)
- 1988: Die gordische Schleife
- 1992: Selbs Betrug
- 1995: A felolvasó (Der Vorleser)
- 2000: Liebesfluchten
- 2001: Selbs Mord
- 2006: Hazatérés (Die Heimkehr)
- 2008: Das Wochenende
- 2010: Sommerlügen
- 2011: Gedanken über das Schreiben. Heidelberger Poetikvorlesungen
- 2014: Die Frau auf der Treppe
- 2018: Olga

## Magyarul
- A felolvasó; ford. Rátkai Ferenc, Helikon, Bp., 2000
- Hazatérés; ford. Farkas Tünde; Ulpius-ház, Bp., 2007
- Olga; ford. Szijj Ferenc, XXI. Század Kiadó, 2018